# آرکادی بارخوداریان
آرکادی میساکی بارخوداریان (ارمنی: Արկադի Միսակի Բարխուդարյան؛  زادهٔ ۱۲ اوت ۱۹۴۰) یک دانشمند و استاد اهل ارمنستان بود.

## زندگی‌نامه
در ۱۲ اوت ۱۹۴۰ در گوریس به دنیا آمد و از دانشگاه ملی پلی‌تکنیک ارمنستان (۱۹۶۳) فارغ‌التحصیل شد. وی در دانشگاه ملی معماری و شهرسازی ارمنستان فعالیت می‌کند. وی همچنین برنده دانشمند شایسته جمهوری ارمنستان (۲۰۱۲) و جایزه دولتی ارمنستان شوروی (۱۹۸۵) شده است.

## یادداشت
1. ↑  տեխնիկական գիտությունների դոկտոր